# Istituto meteorologico e idrologico svedese
L'Istituto Meteorologico e Idrologico Svedese (in lingua svedese: Sveriges meteorologiska och hydrologiska institut, abbreviato SMHI) è un'agenzia governativa e opera sotto il Ministero dell'ambiente. L'SMHI ha competenze in meteorologia, idrologia e oceanografia e offre diversi servizi, svolgendo diverse operazioni commerciali all'interno di queste aree.

## Storia
Nel 1873 la Statens Meteorologiska Centralanstalt fu fondata come parte autonoma dell'Accademia reale svedese delle scienze e le prime osservazioni meteorologiche iniziarono il 1º luglio 1874. Fu solo nel 1880 che furono emesse le prime previsioni. Queste ultime saranno trasmesse dalla radio di Stoccolma dal 19 febbraio 1924.
Nel 1908 fu creato l'Ufficio Idrografico (Hydrografiska byrån, HB). Il suo compito è quello di mappare scientificamente l'acqua dolce svedese e collaborare con il servizio meteorologico nel prendere alcune osservazioni meteorologiche come precipitazioni e manto nevoso. Nel 1919 i due servizi si fusero e divennero il Statens Meteorologisk-Hydrografiska Anstalt (SMHA).
Nel 1945 il servizio fu ribattezzato Sveriges meteorologiska och hydrologiska institut. Prima del 1975 si trovava a Stoccolma, ma dopo una decisione presa dal Riksdag nel 1971 fu trasferito a Norrköping nel 1975.

## Staff e organizzazione
SMHI ha uffici a Göteborg, Malmö, Sundsvall e Upplands Väsby, oltre alla sede principale. Per il pubblico svedese SMHI è principalmente noto per le previsioni del tempo nella radio di servizio pubblico fornita da Sveriges Radio. Anche molte delle maggiori società dei media svedesi acquistano le previsioni del tempo da SMHI.
SMHI ha circa 650 dipendenti. Lo staff di ricerca comprende circa 100 scienziati presso l'Unità di Ricerca, di cui fa parte il Centro Rossby. La divisione di ricerca è divisa in sei unità:
- Predizione meteorologica e analisi
- Qualità dell'aria
- Oceanografia
- Idrologia
- Centro Rossby (modellizzazione del clima regionale e globale)
- Rilevamento atmosferico remoto

La modellizzazione del clima regionale e globale è al Centro Rossby, che è stato istituito presso SMHI nel 1997.
La ricerca ambientale comprende tutte e sei le unità di ricerca. Esiste anche un progetto per fornire contributi al progetto HIRLAM (modello ad alta risoluzione per aree limitate).
L'obiettivo principale della divisione ricerca è sostenere l'Istituto e la società con ricerca e sviluppo. Gli scienziati partecipano a numerosi progetti di ricerca nazionali e internazionali.

## Ricerca sulla qualità dell'aria
L'unità di ricerca sulla qualità dell'aria di SMHI ha 10 scienziati, tutti con esperienza nella qualità dell'aria, trasporto di inquinamento atmosferico e dispersione degli inquinanti in atmosfera.
Alcuni dei modelli di dispersione atmosferica sviluppati dall'unità di ricerca sulla qualità dell'aria sono:
- Il modello DISPERSION21 (anche chiamato DISPERSION 2.1)[6]
- Il modello MATCH[7][8]